# Operatie Overthrow
Operatie Overthrow was de codenaam voor een geallieerde misleidingsactie ter ondersteuning van Operatie Jubilee.

## Geschiedenis
De Canadees-Britse aanval op Dieppe onder de codenaam "Jubilee", werd gepland op 19 augustus 1942. De geallieerden wilden de Duitsers in verwarring brengen om vanaf medio juli 1942 de militaire leiding te laten geloven dat er een groot aantal geallieerde troepen klaar stonden voor een invasie in Noord-Noorwegen. Het zou voor verwarring moeten zorgen als de verwachte aanval in Noorwegen uitbleef en de daadwerkelijke aanval met zesduizend man werd uitgevoerd op Dieppe. Hoewel de misleidingsactie een succes was, bleef succes bij de aanval op Dieppe uit.